# Zolfo Springs
Zolfo Springs is een plaats (town) in de Amerikaanse staat Florida, en valt bestuurlijk gezien onder Hardee County.

## Demografie
Bij de volkstelling in 2000 werd het aantal inwoners vastgesteld op 1641.
In 2006 is het aantal inwoners door het United States Census Bureau geschat op 1686, een stijging van 45 (2,7%).

## Geografie
Volgens het United States Census Bureau beslaat de plaats een oppervlakte van
3,9 km², geheel bestaande uit land. Zolfo Springs ligt op ongeveer 20 m boven zeeniveau.

## Plaatsen in de nabije omgeving
De onderstaande figuur toont nabijgelegen plaatsen in een straal van 40 km rond Zolfo Springs.